# Journal of Comparative Neurology
Journal of Comparative Neurology (abrégé en J. Comp. Neurol.) est une revue scientifique spécialisée dans le domaine des neurosciences. 
D'après le Journal Citation Reports, le facteur d'impact de ce journal était de 3,718 en 2009. L'actuel directeur de publication est Clifford B. Saper (Harvard Medical School, États-Unis).

## Histoire
Au cours de son histoire, le journal a plusieurs fois changé de nom :
- Journal of Comparative Neurology, 1891–1903  (ISSN 0092-7317)
- Journal of Comparative Neurology and Psychology, 1904-1910  (ISSN 0092-7015)
- Journal of Comparative Neurology, 1911-en cours  (ISSN 0021-9967)